# Борутинський заказник
Борутинський — загальнозоологічний заказник місцевого значення. Об'єкт розташований на території Овруцького району Житомирської області, ДП «Овруцький спецлісгосп», Борутинське лісництво, кв. 1 (площа 78 га), кв. 2 (площа 64 га), кв. 3 (площа 85 га), кв. 4 (площа 113 га), кв. 7 (площа 108 га), кв. 8 (площа 111 га), кв. 9 (площа 56 га), кв. 12 (площа 112 га), кв. 13 (площа 122 га), кв. 14 (пл. 73 га), кв. 18 (пл. 111 га), кв. 19 (пл. 120 га), кв. 20 (пл. 111 га), кв. 21 (пл. 160 га), кв. 28 (пл. 109 га), кв. 29 (пл. 111 га), кв. 30 (пл. 69 га), кв. 36 (пл. 125 га), кв. 37 (пл. 116 га), кв. 38 (пл. 117 га), кв. 39 (пл. 117 га), кв. 40 (пл. 135 га), кв. 45 (пл. 108 га), кв. 46 (пл. 110 га), кв. 47 (пл. 122 га), кв. 48 (пл. 113 га), кв. 54 (пл. 107 га), кв. 55 (пл. 110 га), кв. 56 (пл. 123 га).
Площа — 3116 га, статус отриманий у 2011 році.